# Mathews County
Mathews County är ett administrativt område i delstaten Virginia, USA. År 2010 hade countyt 8 978 invånare. Den administrativa huvudorten (county seat) är Mathews. 

## Geografi
Enligt United States Census Bureau så har countyt en total area på 653 km². 222 km² av den arean är land och 431 km² är vatten.  

### Angränsande countyn
- Northampton County - österut, över Chesapeake Bay
- Middlesex County - norr
- Gloucester County - söder & väster